# Großmarschall von Litauen

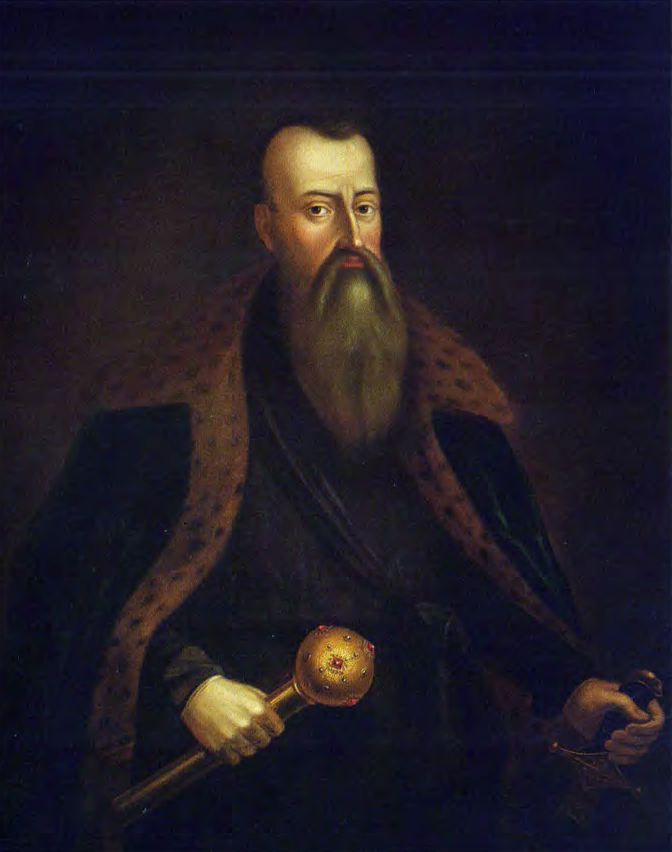
Radvila Astikas war Großmarschall von Litauen im 15. Jahrhundert

Großmarschall von Litauen (poln. Marszałek wielki litewski, lit. Lietuvos didysis maršalka) war ein Hofamt in der Adelsrepublik Polen-Litauen. Der Großmarschall von Litauen war für die Innenpolitik verantwortlich. Nach der Union von Lublin gab es zwei Marschallämter, den Großmarschall der Krone für die Polnische Krone und den Großmarschall von Litauen. Das Amt des Großmarschall für Litauen wurde von König Władysław II. Jagiełło wahrscheinlich bereits 1398, spätestens aber 1409, eingeführt und bestand bis 1795. Ab 1569 saß der Großmarschall von Litauen qua Amt im polnisch-litauischen Senat.

## Nachweise
- Góralski, Zbigniew: Urzędy Staropolskie (polnisch)